# Daytona Beach Bike Week

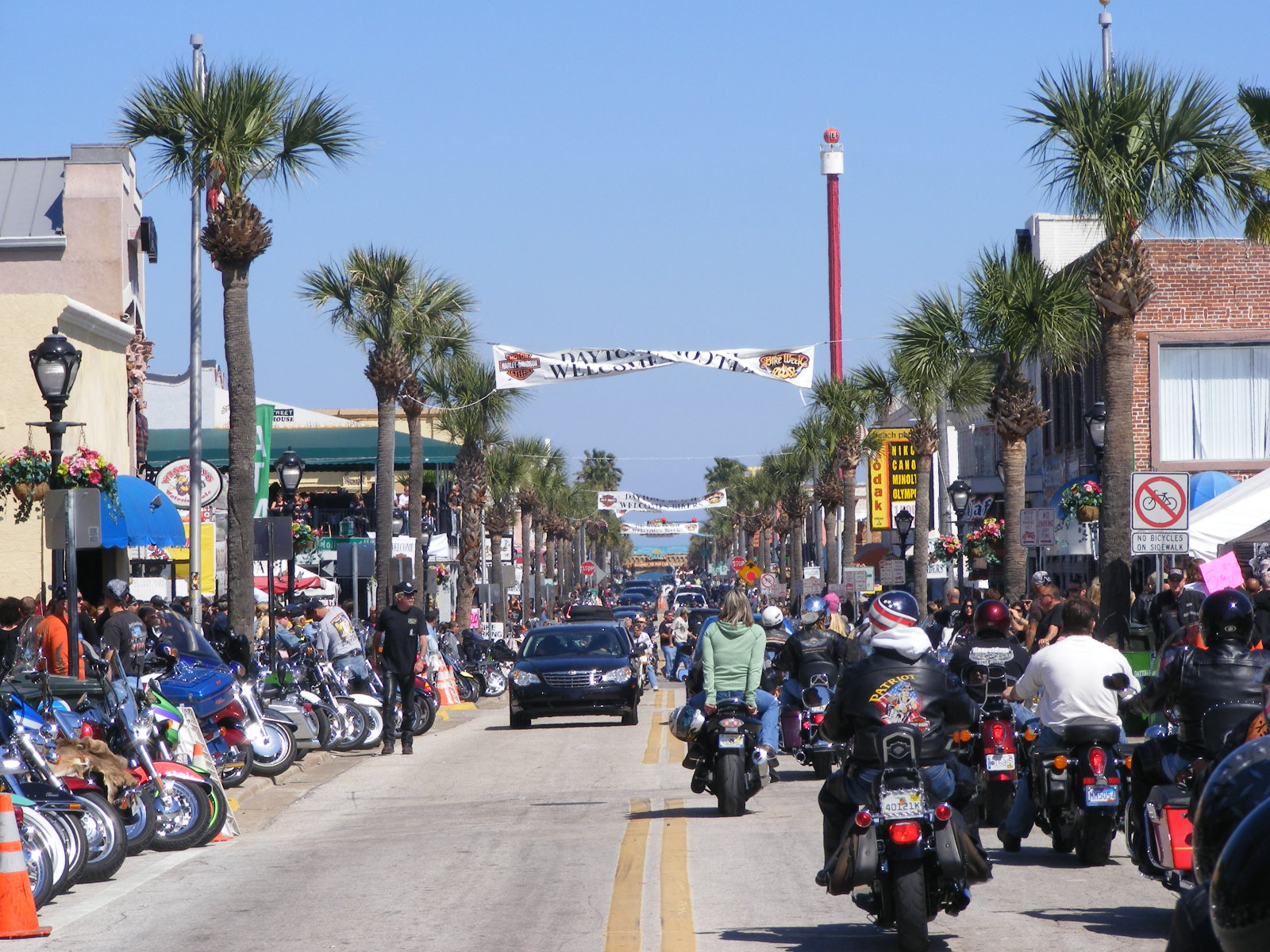
Daytona Beach Bike Week 2008

Die Daytona Beach Bike Week ist ein seit dem Jahr 1937 jährlich im März stattfindendes Motorradtreffen in Daytona Beach, das sich besonders an Harley-Davidson-Fahrer wendet und mit mehr als 500.000 Motorradfahrern und -begeisterten neben der Sturgis Motorcycle Rally die weltweit größte Motorradveranstaltung ist. Am bekanntesten ist wohl die Main Street mit ihren verschiedenen Saloons, darunter der besonders legendäre Boot Hill Saloon. Aber auch bis weit außerhalb von Daytona finden Veranstaltungen und Partys statt. Das Angebot ist riesig, nicht nur an Bikebuildern und After-Sales-Anbietern. Auch auf dem Daytona Speedway werden diverse Attraktionen geboten. Neben Rennveranstaltungen wie z. B. den Daytona 200 und Läufen zur AMA Superbike Championship kann man geführte, kostenlose Motorradprobefahrten mit den neuesten Bikes vieler Motorrad- und Trike-Hersteller machen sowie aus einem schier unüberschaubaren Angebot an Bekleidungsstücken wählen. 
Am U.S. Highway 1, in der Umgebung von Daytona Beach, gibt es zahlreiche Events in verschiedenen Bikertreffs wie z. B. dem Iron Horse oder der Last Resort Bar. Die Treffpunkte sind besonders wegen des weitläufigen Platzangebots beliebt, da es in der Main Street recht eng zugeht.

## Ähnliche Veranstaltungen
- Sturgis Motorcycle Rally
- Glemseck 101 in Leonberg